# Даніель Перейра (венесуельський футболіст)
Даніель Перейра (ісп. Daniel Pereira; нар. 14 липня 2000, Каракас) — венесуельський футболіст, півзахисник американського клубу «Остін» та національної збірної Венесуели.

## Клубна кар'єра
Народився 14 липня 2000 року в Каракасі. У 15-річному віці емігрував до США, де почав грати у футбол у юнацьких командах у штаті Вірджинія.
У дорослому футболі дебютував 2021 року виступами за «Остін».

## Виступи за збірну
2023 року дебютував в офіційних матчах у складі національної збірної Венесуели.
У складі збірної був учасником розіграшу Кубка Америки 2024 року у США, в іграх якого, утім, на поле не виходив.
| Дата       | Місто          | Господарі | Результат | Гості     | Турнір            | Голи | Примітки |
| ---------- | -------------- | --------- | --------- | --------- | ----------------- | ---- | -------- |
| 15-6-2023  | Вашингтон      | Венесуела | 1 – 0     | Гондурас  | товариський матч  | -    | 46'      |
| 18-6-2023  | Іст-Гартфорд   | Венесуела | 1 – 0     | Гватемала | товариський матч  | -    | 60'      |
| 11-12-2023 | Форт-Лодердейл | Колумбія  | 1 – 0     | Венесуела | товариський матч  | -    |          |
| 21-3-2024  | Форт-Лодердейл | Венесуела | 1 – 2     | Італія    | товариський матч  | -    | 62'      |
| 24-3-2024  | Х'юстон        | Гватемала | 0 – 0     | Венесуела | товариський матч  | -    |          |
| 5-9-2024   | Альту-Пата     | Болівія   | 4 – 0     | Венесуела | Відбір до ЧС 2026 | -    | 58'      |
| Усього     |                | Матчів    | 6         |           | Голів             | 0    |          |